# فتح الملهم في شرح صحيح مسلم (كتاب)
فتح الملهم في شرح صحيح مسلم هو كتاب ألفه شبير أحمد العثماني لشرح صحيح مسلم.
اعتبر محمد زاهد الكوثري أن تعليق العلامة شبير عثماني على صحيح مسلم ليس الأمثل.
قام محمد تقي العثماني بتنقيح كتاب فتح الملهم في شرح صحيح مسلم خلال عمل مكون من ستة مجلدات بعنوان "تكميلات فتح الملهم".